# Île de Geomun

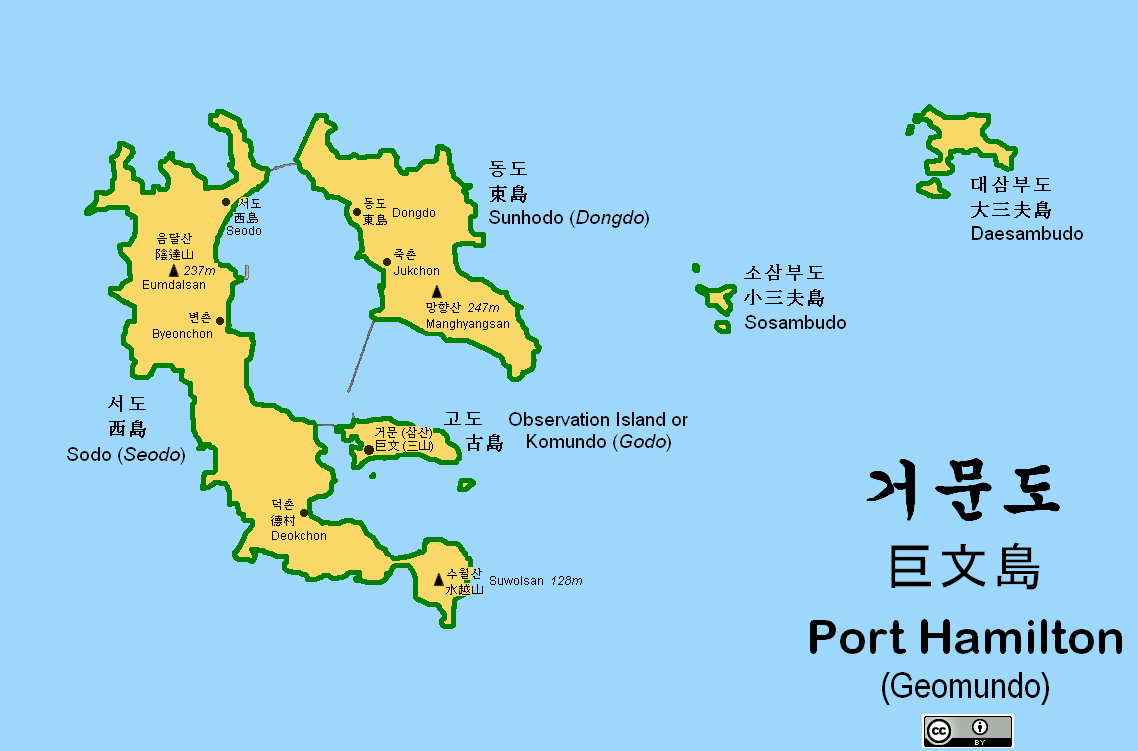
Carte de Geomundo

L'île de Geomun, ou Geomundo (거문도) est un archipel coréen situé en mer du Japon, plus précisément dans le détroit de Corée. Elle abritait une base navale anglaise connue sous le nom de Port Hamilton.

## Géographie

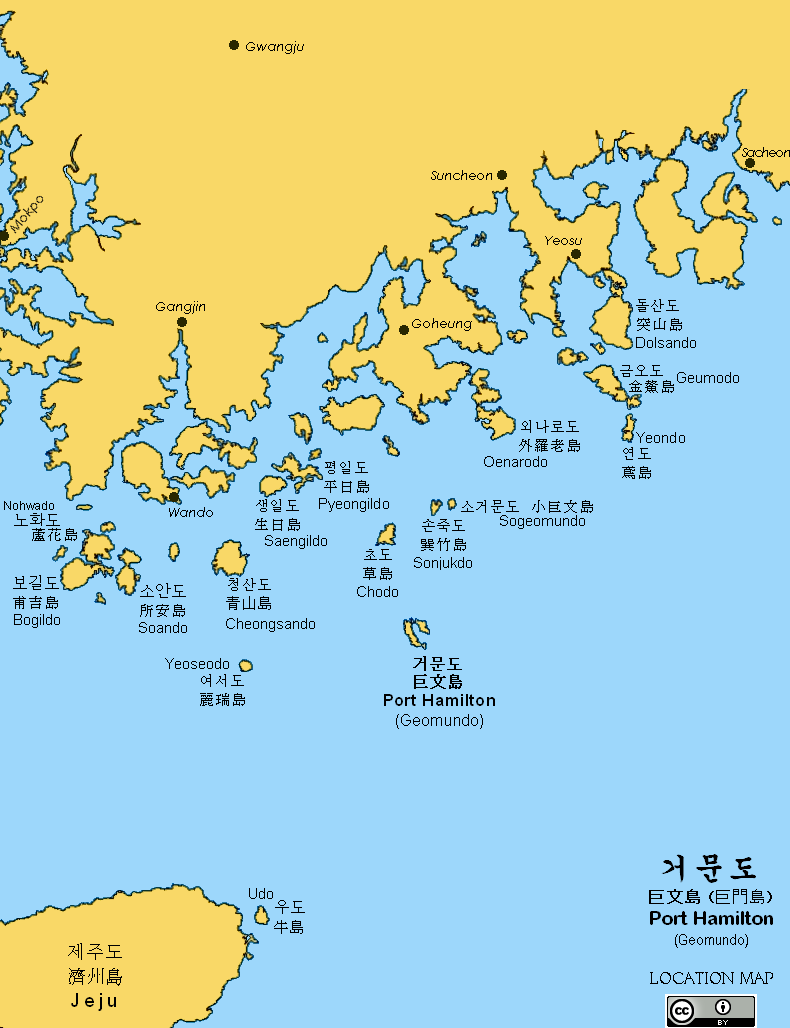
Situation de Geomundo

Geomundo (거문도) est constituée principalement par un groupe de trois îles de 12 km2 formant un port naturel au milieu du détroit de Corée à 115 km au sud de la ville sud-coréenne de Yeosu dont elle dépend administrativement. Seodo (서도), l’île de l’ouest, est la plus grande. Les autres îles sont Dongdo (동도), l’île de l’est, et au centre, Godo (고도), l’île de l’observatoire.
Geomundo fait partie du parc national maritime Dadohae Haesang. Elle contient des bois de camélias et de nombreuses falaises. Son point culminant est le Manghyangsan à 247 m d´altitude sur l´île de l´est. La pêche est la principale activité économique.

## Histoire
Geomundo est appelée Port Hamilton par les Anglais depuis 1845, année où Sir Edward Belcher, officier à bord du HMS Samarang la baptisa ainsi en l’honneur du secrétaire de l’amirauté, le capitaine W. A. B. Hamilton. Il ne fut pas le seul à reconnaître l’importance stratégique de ce vaste port : après plusieurs visites, le vice-amiral russe Ievfimy Poutiatine envisagea en 1857 d’y installer un dépôt de charbon, un plan qui fut finalement abandonné. 
En 1884, c’est le Secrétaire à la Marine des États-Unis qui projette l’établissement d’une base navale à Port Hamilton, mais ce sont finalement trois navires de la marine britannique qui occupent l’île à partir d’avril 1885 à la suite de l’incident du Panjdeh en Afghanistan qui entraîna un conflit diplomatique entre la Russie et le Royaume-Uni. Le but de cette action était de contrecarrer les activités de la marine russe dans cette région. Les Anglais construisirent quelques bâtiments et des installations défensives et obtinrent la permission de la Chine de tirer un câble télégraphique jusqu’à Wusong à l’embouchure du fleuve bleu pour permettre des communications rapides avec Shanghai et le reste du monde.
Les Anglais quittent l’île et démolissent la base le 27 février 1887. Ils continuèrent cependant de fréquenter Geomundo jusqu’en 1910, enterrant dix marins et créant un cimetière britannique. Parmi eux se trouvent deux marins de l’HMS Albatros, tués par l’explosion de leur canon en mars 1886 et Alex Wood, un marin de l’HMS Albion, mort en 1903. 
La construction du premier phare de la côte sud a lieu en 1905. 
À partir de l’annexion de la Corée en 1910, Geomundo fut d’abord considérée comme une partie du Japon qui renonça finalement expressément à ses prétentions par le traité de San Francisco en 1951.

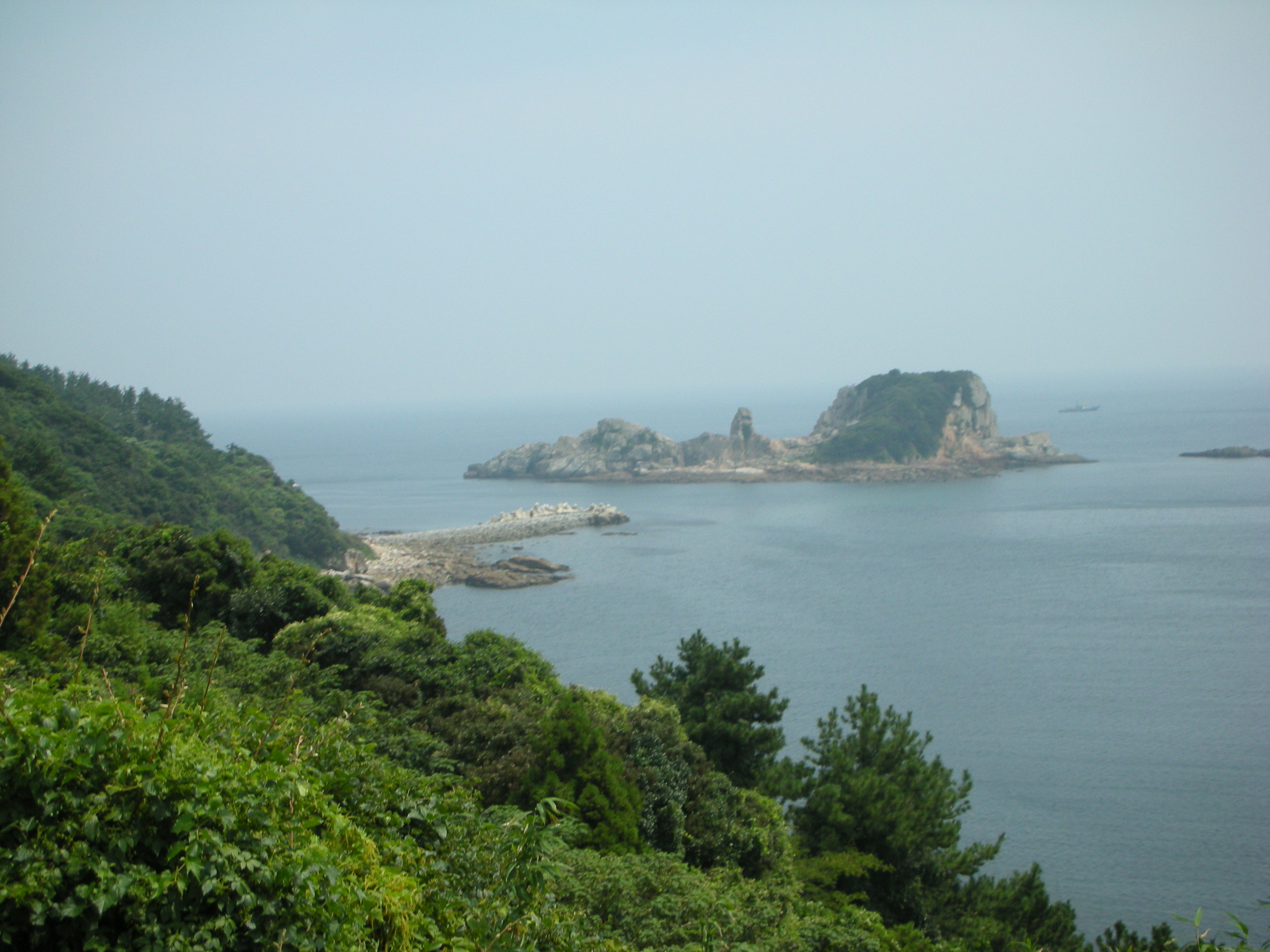
Geomundo
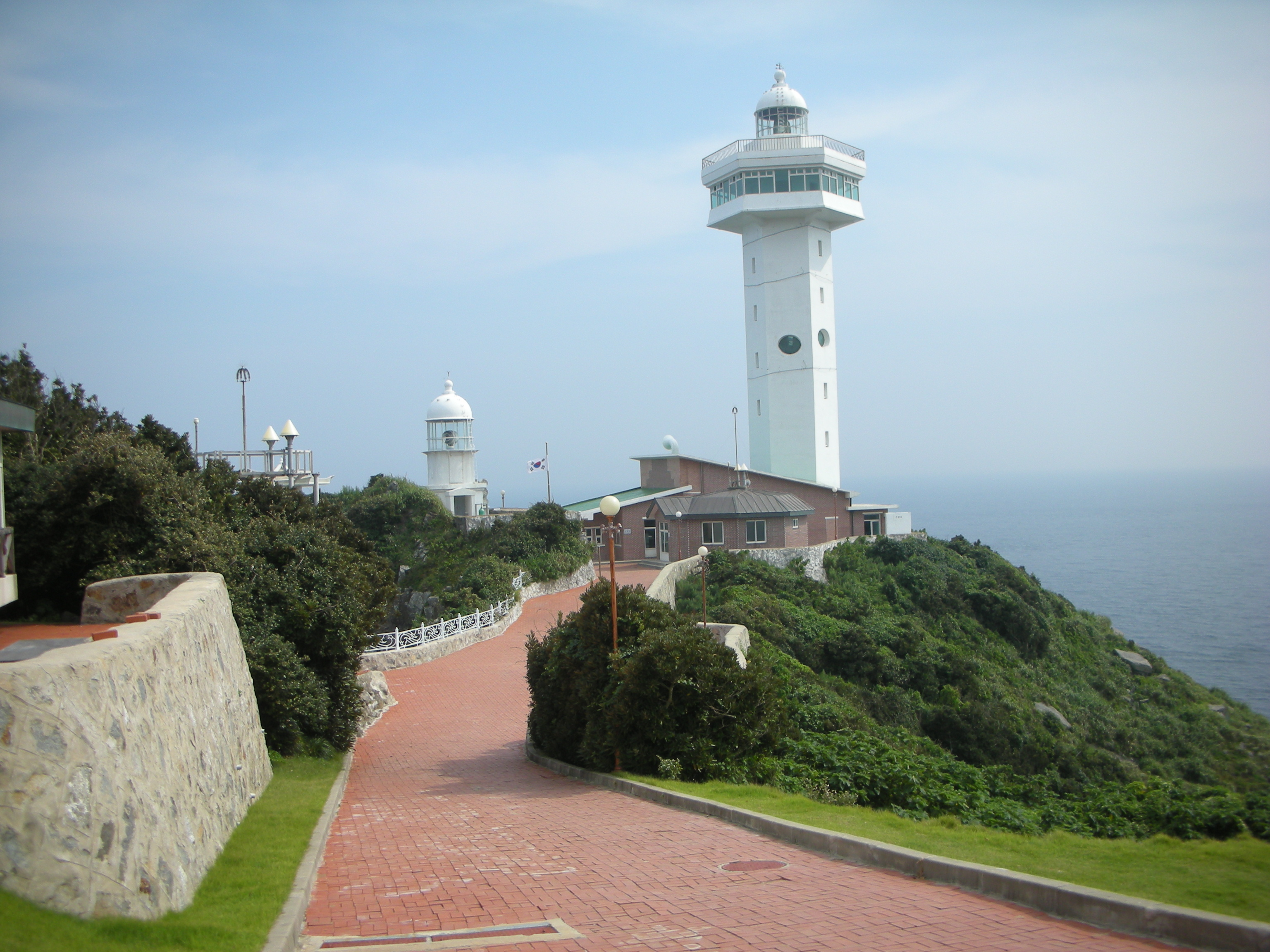
Le phare
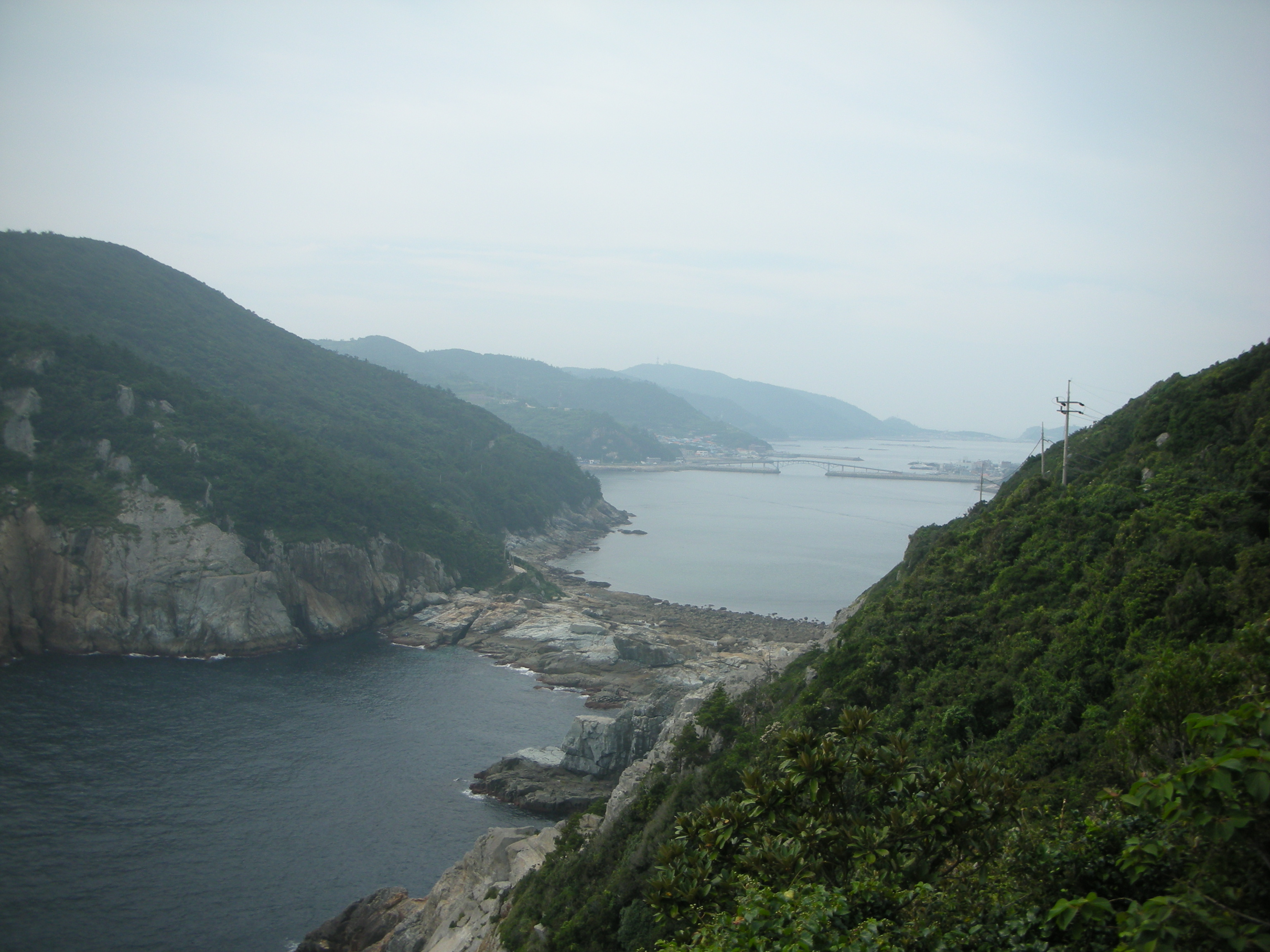
Geomundo
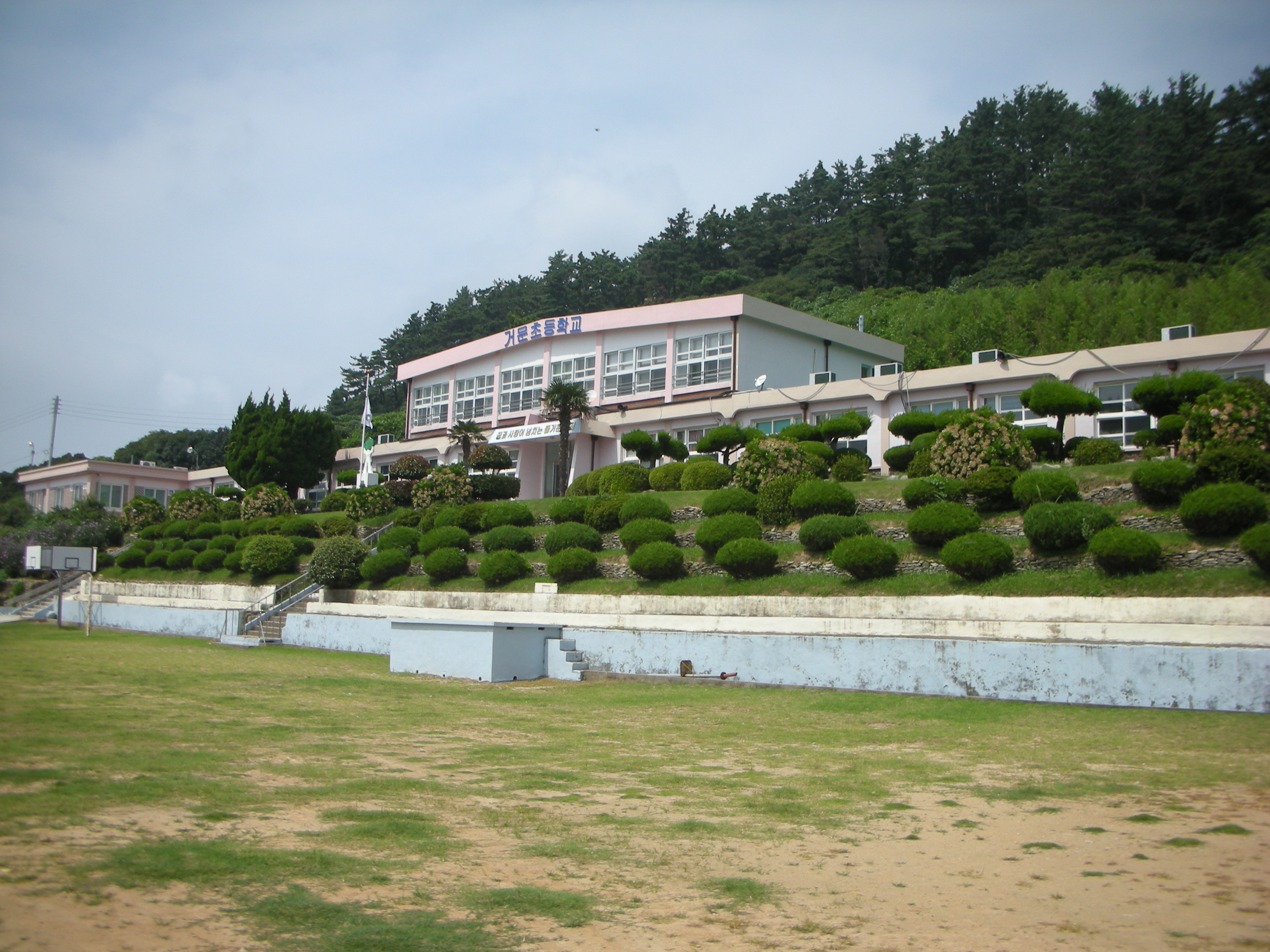
L'école
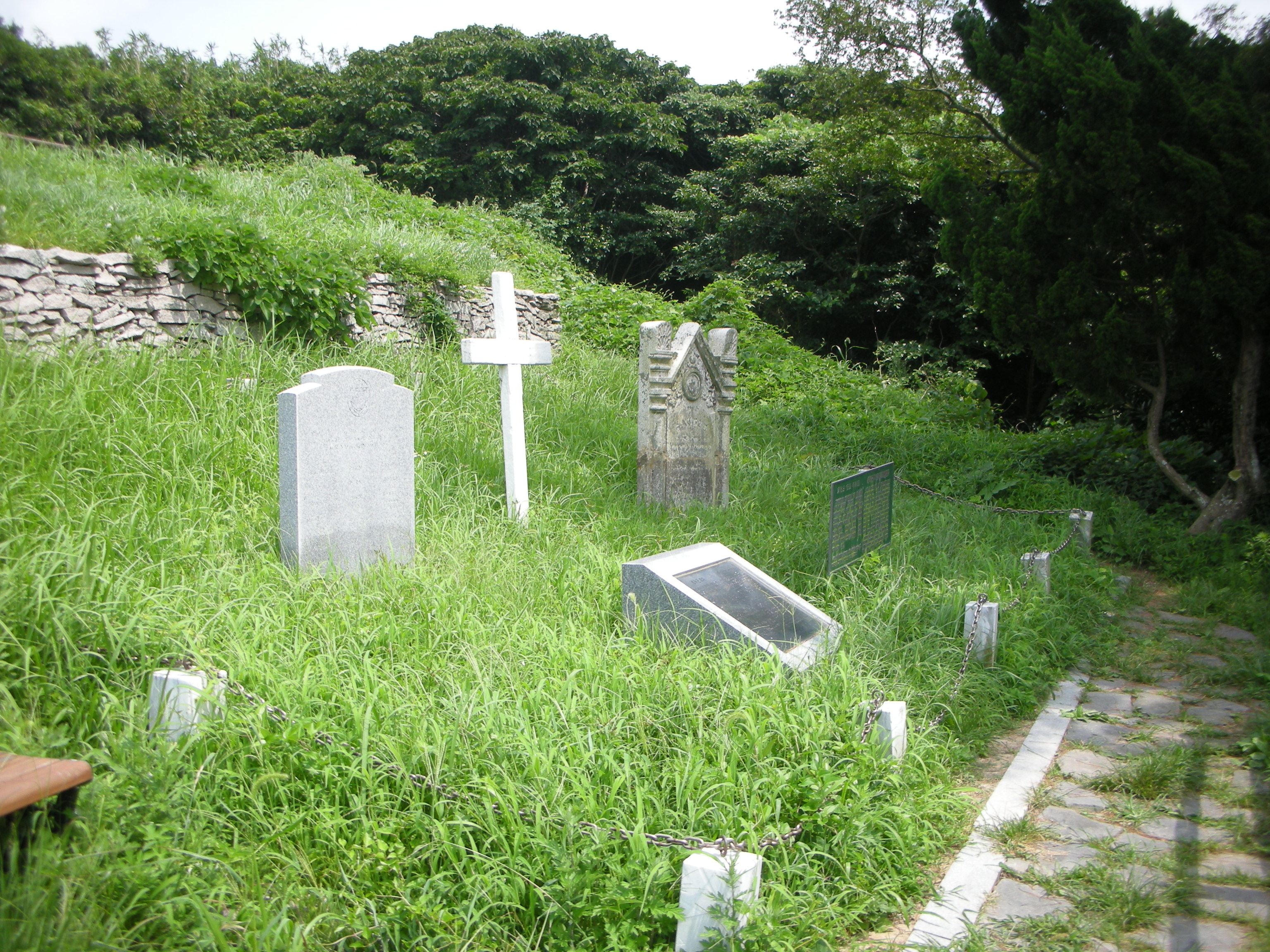
Le cimetière anglais
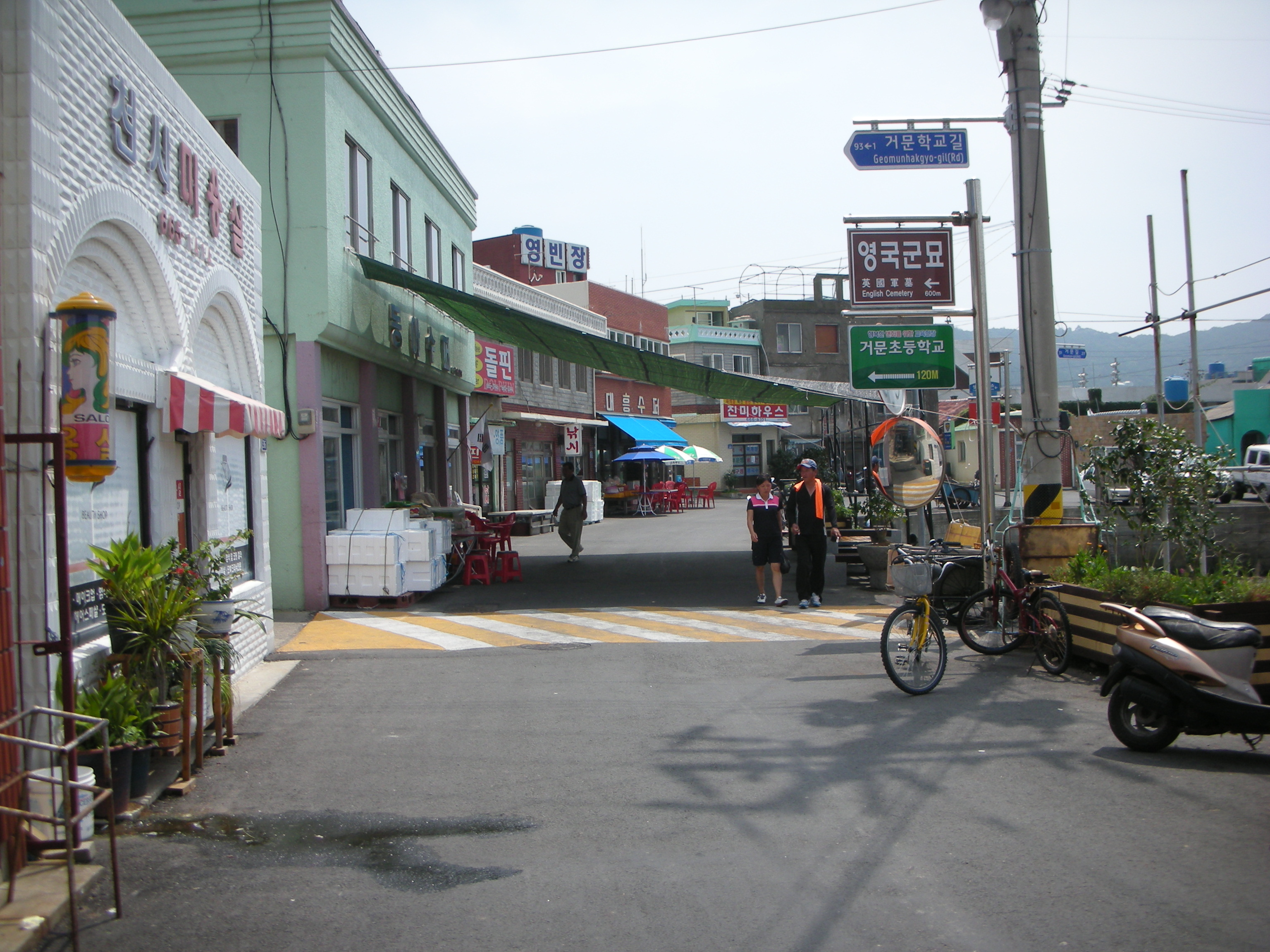
Une rue